# Уради, Абдельхалим
Абдельхали́м Уради́ (род. 19 марта 1981) — алжирский боксёр, представитель легчайшей, наилегчайшей и полулёгкой весовых категорий. Выступал за сборную Алжира по боксу в конце 1990-х и на всём протяжении 2000-х годов, чемпион Всеафриканских игр в Алжире, серебряный призёр Средиземноморских игр в Пескаре, победитель и призёр турниров международного значения, участник летних Олимпийских игр в Пекине.

## Биография
Абдельхалим Уради родился 19 марта 1981 года.
В 1999 году выиграл бронзовую медаль на юношеском международном турнире Анвара Чаудри в Баку. Выступил также на чемпионате мира в Хьюстоне, но попасть в число призёров здесь не смог — в наилегчайшем весе дошёл только до стадии 1/8 финала.
Первого серьёзного успеха на взрослом международном уровне добился в сезоне 2003 года, когда вошёл в основной состав алжирской национальной сборной и побывал на Африканских военных играх в Тунисе, откуда привёз награду серебряного достоинства, выигранную в полулёгкой весовой категории.
В 2006 году боксировал на международном турнире «Золотой пояс» в Румынии, добравшись до стадии четвертьфиналов.
На чемпионате Алжира 2007 года одолел в легчайшем весе всех соперников по турнирной сетке и завоевал золотую медаль. Стал бронзовым призёром международного турнира «Таммер» в Финляндии, получил серебро на арабском чемпионате в Тунисе, завоевал серебряную медаль на чемпионате Африки на Мадагаскаре, уступив в финальном решающем поединке легчайшего веса представителю Маврикия Брюно Жюли. Был лучшим на домашних Всеафриканских играх в Алжире.
Благодаря череде удачных выступлений Уради удостоился права защищать честь страны на летних Олимпийских играх 2008 года в Пекине, тем не менее, провёл здесь только один бой — уже в стартовом поединке категории до 54 кг со счётом 4:9 проиграл ирландцу Джону Джо Невину и выбыл из борьбы за медали.
После пекинской Олимпиады Абдельхалим Уради остался в составе боксёрской команды Алжира и продолжил принимать участие в крупнейших международных турнирах. Так, в 2009 году он выиграл чемпионат Африки в Маврикии, где в финале взял реванш у местного боксёра Брюно Жюли, получил серебряную медаль на Средиземноморских играх в Пескаре, где в финале был остановлен итальянцем Витторио Парринелло, побывал на мировом первенстве в Милане, где в 1/8 финала легчайшего веса потерпел поражение от россиянина Эдуарда Абзалимова.